# Pieter Hubert Creten
Pieter Hubert Creten (Stevoort, 18 december 1823 - Wijer, 22 september 1894) was een priester en schrijver.
Hij was zoon van een horlogemaker, studeerde aan het seminarie en werd in 1851 tot priester gewijd. Hij was kapelaan in Mechelen-aan-de-Maas, Halen en Aubel. Vervolgens werd hij pastoor in Wijer, Neeroeteren en Overhespen. In 1893 ging hij in ruste te Wijer, waar hij enige tijd later overleed. Hij werd begraven nabij de parochiekerk aldaar.
In 1857-1858 schreef hij zijn eerste werk, De Zot genaamd. Dit was een geromantiseerd verhaal dat speelde in de 18e eeuw en dat als vervolgverhaal in weekbladen werd gepubliceerd. In 1862 verscheen het in boekvorm.
Creten werkte gedurende de rest van zijn leven aan tal van novellen en volksromans. Theodoor Hauben, met wie hij in Mechelen-aan-de-Maas bevriend was geraakt, publiceerde vanaf 1908 De volledige werken van P. H. Creten, een werk in zes delen.
- Digitale Bibliotheek voor de Nederlandse Letteren: cret001
- Nederlandse Thesaurus van Auteursnamen: 291107974
- Virtual International Authority File: 289029576
- WorldCat: E39PBJxRG79HgVDWRXHXTc4Qbd